# Luna Park (película de 1960)
Luna Park es una película en blanco y negro de Argentina dirigida por Rubén W. Cavallotti sobre el guion de Wilfredo Jiménez según un argumento de Sixto Pondal Ríos que se estrenó el 17 de junio de 1960 y que tuvo como protagonistas a Elsa Daniel, Walter Vidarte, Enrique Fava, Mario Passano y Alba Solís.

## Sinopsis
El sueño de un boxeador de pelear en el estadio del Luna Park y los intereses en torno a este deporte.

## Reparto
Participaron del filme los siguientes intérpretes:
- Elsa Daniel …Matilde
- Walter Vidarte …Carmelo Maciel
- Enrique Fava …Marelli
- Mario Passano …Kid Vargas
- Alba Solís …Andrea Reyes
- Oscar Valicelli
- Isidro Fernán Valdez …Bruno
- Nora Massi …Sra. de Vargas
- Rey Charol …Senegal
- Juan Buryúa Rey
- Pablo Racioppi …Zunino
- Alberto Barcel
- Emilio De Grey …Ferrari
- Pedro Buchardo …Céspedes
- Nieves Ibar …Madre de Matilde
- Hugo Astar …Extra
- Mirko Álvarez …Cafetero
- Pepe Armil …Oftalmólogo
- Domingo Garibotto …Vendedor de tienda

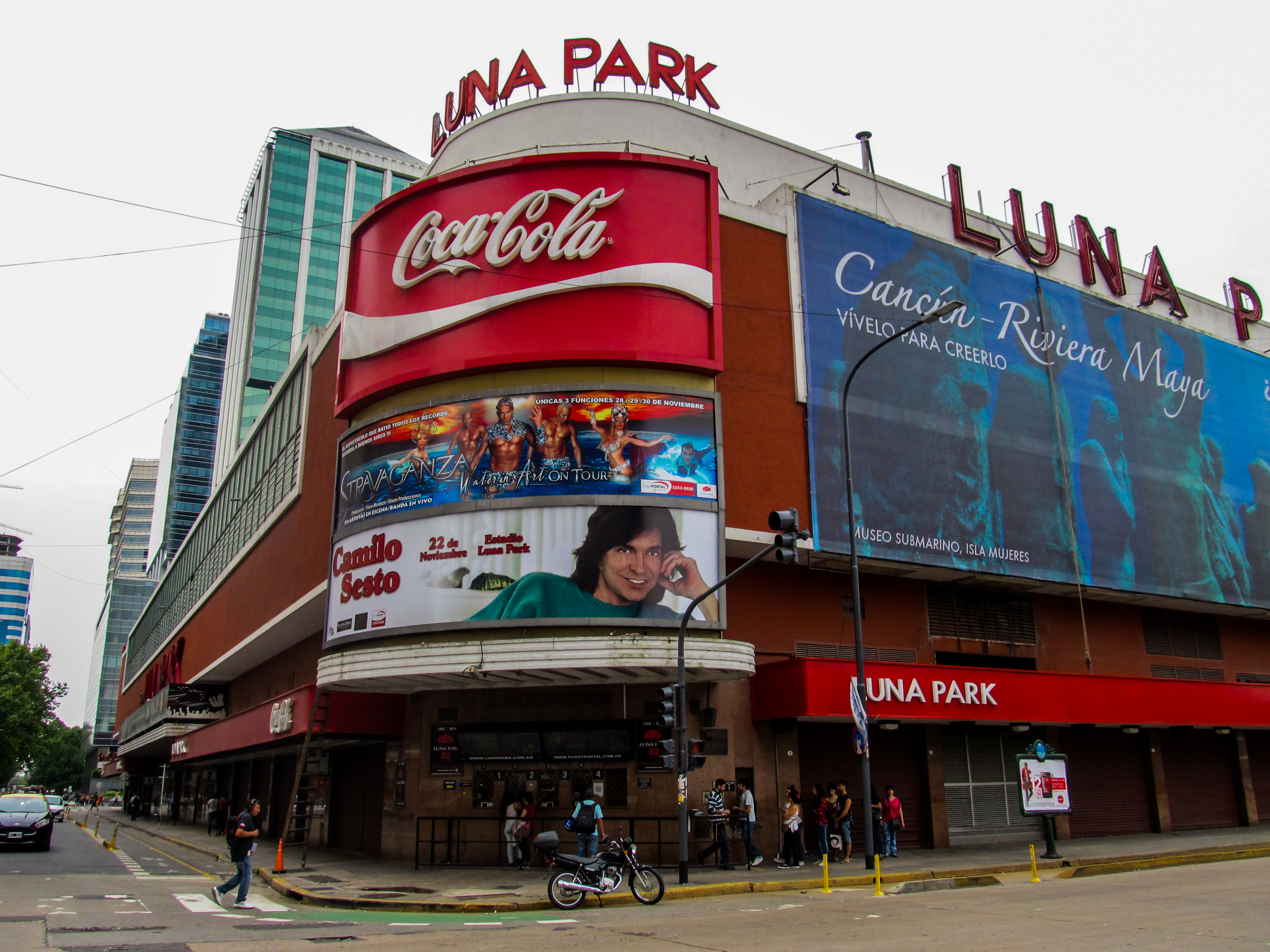
El estadio Luna Park en 2014

- Eduardo Vener
- Luis Orbegoso
- Ricardo Jordán
- Aldo Mayo

## Comentarios
Clarín opinó:

”Los intérpretes parecen no haber tenido suficiente control o adecuada direccióny se sitúan por debajo de sus antecedentes.”

Manrupe y Portela escriben:

”Cruza de testimonial con trama policial, cae en el error de muchos films menores de la época: necesidad de mostrar algo de crítica social. No obstante, correctamente filmado.”